# Marie-Denise Douyon
Marie-Denise Douyon (nascida em 1961 em Porto Príncipe, Haiti) é uma pintora, ilustradora e designer gráfica canadense. Seu trabalho foi exposto em museus e galerias no Canadá, na Europa, nos Estados Unidos e na África.